# Теорія міжрегіональної торгівлі
Теорія міжрегіональної торгівлі (Interregional Trade Theory) - економічна теорія.
Основними поняттями цієї теорії є «ціна» і «кількість товарів і факторів виробництва». Розвиток розуміється як економічне зростання, яке призводить до збільшення добробуту.
Основною рушійною силою економічного розвитку є механізм ціноутворення, який працює на усунення цінової диференціації та встановлення рівноважних цін.
Теорія має дві, притаманні лише їй, сильні риси. 
Перша полягає в тому, що головною метою розвитку є добробут споживачів, а не створення робочих місць. 
Друга - в висока точність використовуваних моделей, заснованих на даних про ціни і витратах.
Слабкість теорії полягає в тому, що її точність досягається за рахунок великої кількості припущень і за рахунок не врахування динаміки розвитку (теорія будує статичні моделі).
Економісти використовують теорії неокласичного зростання і міжрегіональної торгівлі для обґрунтування необхідності зниження державного втручання в економіку, зовнішню торгівлю, підвищення відкритості регіональних економік, і, в цілому, посилення конкуренції на ринках.